# وائل نزهه
وائل نزهه (انگلیسی: Wael Nazha؛ زادهٔ ۲۶ مارس ۱۹۷۴) بازیکن فوتبال اهل لبنان است.
از باشگاه‌هایی که در آن بازی کرده‌است می‌توان به باشگاه فوتبال برافورد پارک آونیو، باشگاه ورزشی النجمه لبنان، باشگاه فوتبال اوست تاون، باشگاه فوتبال درویلزدن و باشگاه فوتبال ایستوود اشاره کرد.
وی همچنین در تیم ملی فوتبال لبنان بازی کرده‌است.